# Johnny Test
Johnny Test je američko-kanadska animirana televizijska serija.  Prvu i drugu sezonu je producirao Warner Bros. Animation, dok je Cookie Jar Entertainment producirao drugu sezonu i nadalje. Serija je premijerno prikazana na WBS Kids 17. rujna 2005., gdje je serija emitirana kroz svoju drugu i treću sezonu. Ostatak serije emitiran je na Cartoon Network-u počevši od 7. siječnja 2008., u SAD-u i inozemstvu.
U Kanadi se serija emitira na Teletoonu, a premijerno je prikazana 8. rujna 2006. godine.
Serija se vrti oko avantura naslovnog lika, Johnnyja Testa, 11-godišnjeg dječaka iz predgrađa, koji živi s roditeljima, svojih "super-genijalnih" 13-godišnjih sestara blizanaca, Susan i Mary, a obje su znanstvenici i najbolji prijatelji jedni s drugima i pas koji govori po imenu Dukey. Oni žive u izmišljenom gradu Porkbelly koji je u SAD-u ili Kanadi. Johnny se često koristi kao ispitni predmet za svoje izume i eksperimente genijalnih sestara blizanaca, u rasponu od naprava do supermoći. Njihovi eksperimenti često stvaraju probleme koje mora riješiti i ponekad se mora boriti protiv negativaca. Povremeno spašava svijet izumima svojih sestara.
U Hrvatskoj se serija prikazuje na RTL Kockici.